# Liste der Baudenkmale in Heideland (Brandenburg)
In der Liste der Baudenkmale in Heideland sind alle Baudenkmale der brandenburgischen Gemeinde Heideland und ihrer Ortsteile aufgeführt. Grundlage ist die Landesdenkmalliste mit dem Stand vom 31. Dezember 2023. Die Bodendenkmale sind in der Liste der Bodendenkmale in Heideland (Brandenburg) aufgeführt.

## Baudenkmale in den Ortsteilen
In den Spalten befinden sich folgende Informationen:
- ID-Nr.: Die Nummer wird vom Brandenburgischen Landesamt für Denkmalpflege vergeben. Ein Link hinter der Nummer führt zum Eintrag über das Denkmal in der Denkmaldatenbank. In dieser Spalte kann sich zusätzlich das Wort Wikidata befinden, der entsprechende Link führt zu Angaben zu diesem Denkmal bei Wikidata.
- Lage: die Adresse des Denkmales und die geographischen Koordinaten. Link zu einem Kartenansichtstool, um Koordinaten zu setzen. In der Kartenansicht sind Denkmale ohne Koordinaten mit einem roten beziehungsweise orangen Marker dargestellt und können in der Karte gesetzt werden. Denkmale ohne Bild sind mit einem blauen bzw. roten Marker gekennzeichnet, Denkmale mit Bild mit einem grünen beziehungsweise orangen Marker.
- Bezeichnung: Bezeichnung in den offiziellen Listen des Brandenburgischen Landesamtes für Denkmalpflege. Ein Link hinter der Bezeichnung führt zum Wikipedia-Artikel über das Denkmal.
- Beschreibung: die Beschreibung des Denkmales
- Bild: ein Bild des Denkmales und gegebenenfalls einen Link zu weiteren Fotos des Baudenkmals im Medienarchiv Wikimedia Commons

### Drößig
| ID-Nr.   | Lage   | Bezeichnung | Beschreibung                                                                                | Bild           |
| -------- | ------ | ----------- | ------------------------------------------------------------------------------------------- | -------------- |
| 09135303 | (Lage) | Dorfkirche  | Die Drößiger Kirche entstand im Jahre 1897 im neoromanischen Stil als roter Ziegelsteinbau. | weitere Bilder |

### Eichholz
| ID-Nr.            | Lage                        | Bezeichnung | Beschreibung | Bild           |
| ----------------- | --------------------------- | ----------- | --- | -------------- |
| 09135087 Wikidata | Eichholzer Straße 67 (Lage) | Dorfkirche  | Die evangelische Kirche wurde im Kern in der zweiten Hälfte des 13. Jahrhunderts errichtet. Das Innere wurde 1906 neu gestaltet. Der Altaraufsatz stammt aus dem Anfang des 18. Jahrhunderts. | weitere Bilder |

### Fischwasser
| ID-Nr.            | Lage                  | Bezeichnung                                                                         | Beschreibung | Bild                                                                                |
| ----------------- | --------------------- | ----------------------------------------------------------------------------------- | --- | ----------------------------------------------------------------------------------- |
| 09135045          | (Lage)                | Dorfanlage mit Dorfkirche, Wohnhäusern, Wirtschaftsgebäuden, Gräben und Freiflächen | Der Ort wurde im Jahre 1234 erstmals urkundlich erwähnt. Die ursprüngliche Ortslage wurde nach dem Dreißigjährigen Krieg verlagert. | Dorfanlage mit Dorfkirche, Wohnhäusern, Wirtschaftsgebäuden, Gräben und Freiflächen |
| 09135113 Wikidata | (Lage)                | Dorfkirche und Glockenturm                                                          | Die evangelische Dorfkirche wurde in der zweiten Hälfte des 17. Jahrhunderts erbaut. Die Wetterfahne trägt das Jahr 1699. Im Inneren stammt die Westempore aus dem Jahre 1678. Die Taufe aus Sandstein stammt wohl aus dem Jahre 1386. | weitere Bilder                                                                      |
| 09135046          | Hauptstraße 7 (Lage)  | Blockhaus mit Fachwerkgiebel                                                        | Bei dem Gebäude handelt es sich um ein eingeschossiges Umgebindehaus. Die Entstehung wird inschriftlich auf das Jahr 1791 datiert. | weitere Bilder                                                                      |
| 09135301          | Hauptstraße 24 (Lage) | Blockhaus                                                                           | Bei dem Gebäude handelt es sich um einen eingeschossigen Blockbau mit Satteldach. Die Entstehung wird auf das Jahr 1788 datiert. | Blockhaus                                                                           |
| 09135048          | Hauptstraße 52 (Lage) | Gasthaus                                                                            | Bei dem Gebäude handelt es sich um einen zweigeschossigen Fachwerkbau mit Krüppelwalmdach. Der ehemalige Dorfkrug stammt aus dem Jahre 1834.                                                                                           | weitere Bilder                                                                      |
| 09135300          | Hauptstraße 53 (Lage) | Blockscheune                                                                        | Beim Bautyp handelt es sich hier um eine Durchfahrtsscheune. Entstanden ist es als Blockbau mit Satteldach. Das Gebäude trägt die Jahreszahlen 1680 und 1752.                                                                          | Blockscheune                                                                        |
| 09135047          | Weberteich (Lage)     | Altes Forsthaus                                                                     | Es handelt sich hier um einen Fachwerkbau. Die Entstehung wird auf die Zeit um 1750 datiert. | BW                                                                                  |
| 09135524          | Zschiepelmühle (Lage) | Rinderstall der Zschiepelmühle                                                      | Bei dem Gebäude handelt es sich um einen roten Ziegelbau mit Satteldach. Die Entstehung wird auf wird auf das letzte Viertel des 19. Jahrhunderts datiert.                                                                             | BW                                                                                  |